# Andreu Alfaro
Andreu Alfaro Hernández (Valencia, 5 de agosto de 1929 - Valencia, 13 de diciembre de 2012)  fue un escultor español, calificado como uno de los más relevantes del siglo XX.

## Biografía
Andreu Alfaro Hernández nació en Godella (Valencia) en el año 1929, en el seno de una familia de clase media. Entre 1933 y 1939 estudió en el Colegio Cossío, en el que se estaba llevando a cabo una iniciativa pedagógica impulsada por los seguidores de la Institución Libre de Enseñanza, y con posterioridad en el Instituto Escuela de Segunda Enseñanza, donde también se seguían los mismos principios educativos. La fuerte carga humanística y la educación recibida le llevaron a entender que la vida, la sociedad y la cultura eran una sola cosa.
Durante su juventud buscó conectar con los círculos intelectuales valencianos relacionados con las letras y las artes. Conoció a Joan Fuster, con quien acabó manteniendo una fuerte amistad, o con Vicente Aguilera Cerni, quien le introdujo en las corrientes artísticas del momento.
Paralelamente, su padre se dedicaba al negocio de la carne y a muy pronta edad, Alfaro comenzó a ayudarle. Se encargó tanto del trabajo en la propia carnicería, situada en el centro de Valencia, como en el de la selección de carnes desplazándose hasta los establos donde estaba el ganado. Pero sus inquietudes artísticas le llevaron, desde bien joven, a experimentar con el dibujo. Según sus propias palabras, la necesidad de adentrarse en la escultura se debió a la superación de los límites del papel, buscando llegar más allá.
En 1954 se reencuentra con la antigua afición por el dibujo durante un viaje a Italia, plasmando en un cuaderno que llevaba consigo paisajes y monumentos. Sería este el germen de lo que a la postre le llevaría a convertirse en el artista que fue.
En el año 1958, y junto con varios amigos, se desplazó hasta Bruselas, donde se estaba celebrando la Exposición General, y donde entró en contacto con la obra de Constantin Brâncuşi, lo cual fue determinante para que decidiese priorizar sus creaciones en el campo de la escultura.
Relacionado con el Grupo Parpalló (1957) e influido por los constructivistas, como Constantin Brâncuşi o Antoine Pevsner, y por Jorge Oteiza. Comenzó haciendo uso de latas y alambres para, poco a poco, ir profundizando en las posibles aplicaciones y formas de los distintos metales, hasta el punto de dominarlos.

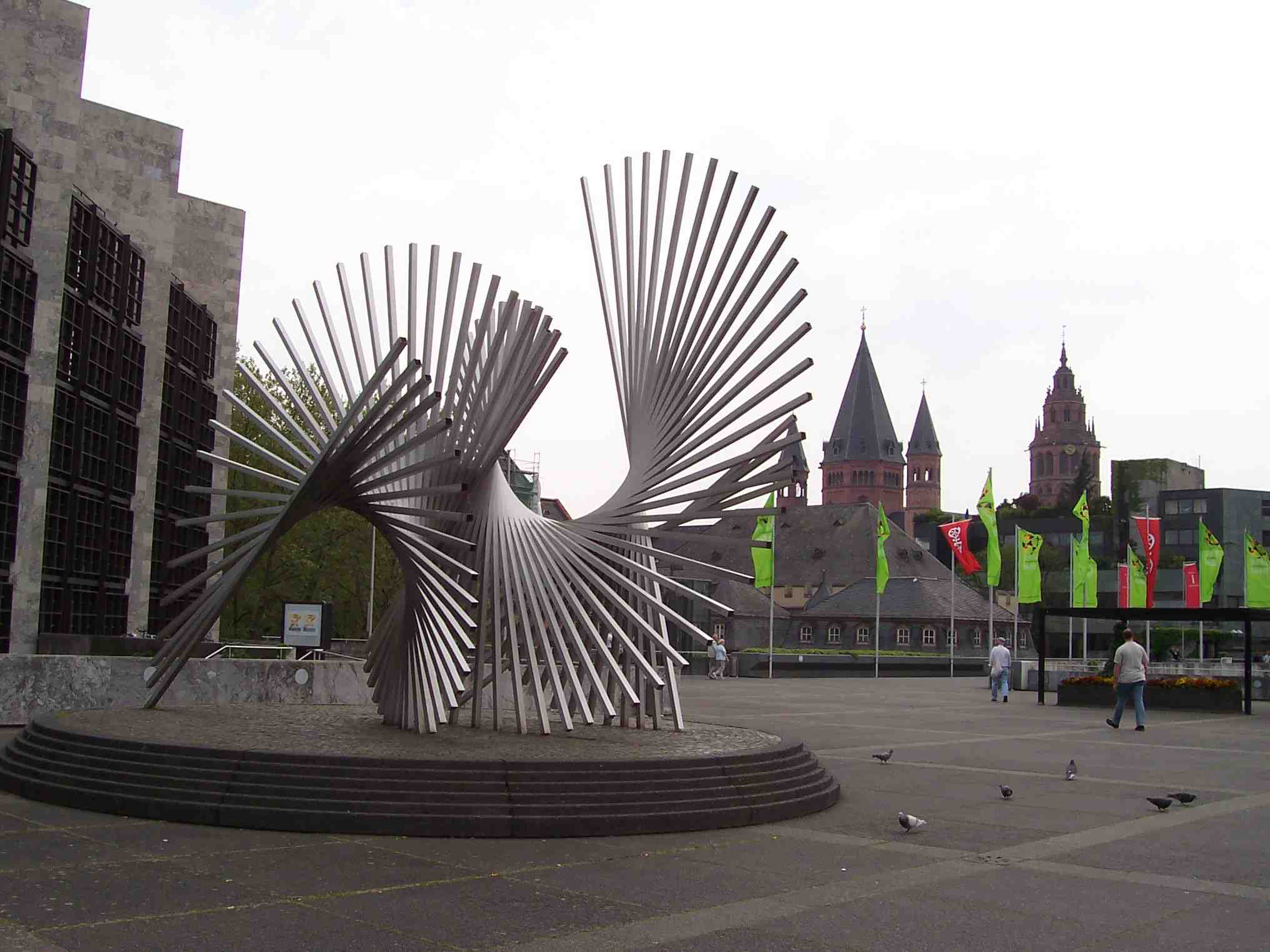
Escultura de Andreu Alfaro antes de Ayuntamiento de Maguncia.

En la década de 1960 trabajó en la agencia de publicidad llamada Publipress junto con Vicent Ventura, el fotógrafo Paco Jarque, el periodista J. J. Pérez Benlloch o el realizador Rafa Gassent, entre otros. Trabajaron para numerosas compañías, convirtiéndose en una de las primeras agencias en Valencia y actuando como pedagogos de la comunicación. También, y tras dejar de lado la publicidad, se adentró en el diseño gráfico, donde siguió, en palabras del crítico de arte Daniel Giralt-Miracle, los esquemas de las Escuela suiza, llevando hasta las últimas consecuencias el rigor de la Bauhaus.
A finales de la década de 1960 experimentó profusamente con materiales metálicos como el acero y el aluminio. Sus obras, expuestas en la Bienal de Venecia del 1966 My Black Brother, lograron un eco internacional.
En la década de 1970 se consolidaría como artista, participando nuevamente en la Bienal de Venecia de 1976 y protagonizando una gran muestra en el Palacio de Velázquez en el Parque del Retiro de Madrid en 1979.
En 1980 experimentó con el alambre y el mármol. El mismo año recibió el Premi d’Honor Jaume I y en 1981 el Premio Nacional de Artes Plásticas. A mediados de esta década, recibió la propuesta de realizar una exposición en un palacio de estilo barroco alemán situado en Bruhl, diseñado por François de Cuvilliés y en el que se halla una escalera obra del arquitecto Balthasar Neumann y frescos de Giambattista Tiepolo. El objeto de la misma era el de conmemorar los 700 años de existencia de la localidad. Se celebró una exposición bautizada como Im Dialog mit dem Barock, y en ella llevó a cabo una interpretación propia de las formas barrocas, imitando al ya citado Neumann, pero también a otros artistas que pronto se convirtieron en referentes para él, como Gian Lorenzo Bernini o Francesco Borromini, creando una intencionada escenografía capaz de unir dos tiempos.
A comienzos de 1990, y tras un viaje a Egipto que para él resultó revelador, decidió potenciar el uso de la piedra en sus creaciones, dadas las propiedades de durabilidad de este material. En 1991 la diputación de Valencia le concedió el Premio Alfons Roig d’Arts Plàstiques. Cuatro años después, sería invitado nuevamente para participar en la Bienal de Venecia, en este caso dando lugar a un dueto con el artista Eduardo Arroyo que tuvo lugar en el Pabellón de España.
El 17 de febrero de 2016, a título póstumo, la Universidad de Valencia le entregó la Medalla de honor. En el mes de noviembre de ese mismo año, la Generalidad Valenciana hizo lo propio concediéndole el premio Julio González en el IVAM. En 2018 se celebró en el centro cultural de la Fundación Bancaja, en Valencia, una retrospectiva de su obra que reunió 89 obras. Esta recibió el título de Laboratori de formes escultòriques y fue comisariada por el crítico Tomás Llorens Serra.
Existen obras de Andreu Alfaro en museos de todo el mundo y en las vías públicas de muchas localidades, particularmente en España.
Sus obras más importantes fueron La rella (1961), La veu d'un poble (1964-1965), Monument a l’amor (1965-1967), Bon dia llibertat (1975) y Catalan power (1976). 
El cantante Raimon le dedicó una canción en 1978 (Andreu, amic).

## Estilo
Para definir su estilo habría que recurrir al profesor José Marín Medina, cuando dice: 

(...) partiendo de un informalismo lírico... se transforma en uno de los nombres más representativos de la escultura de transvanguardia.
José Marín Medina

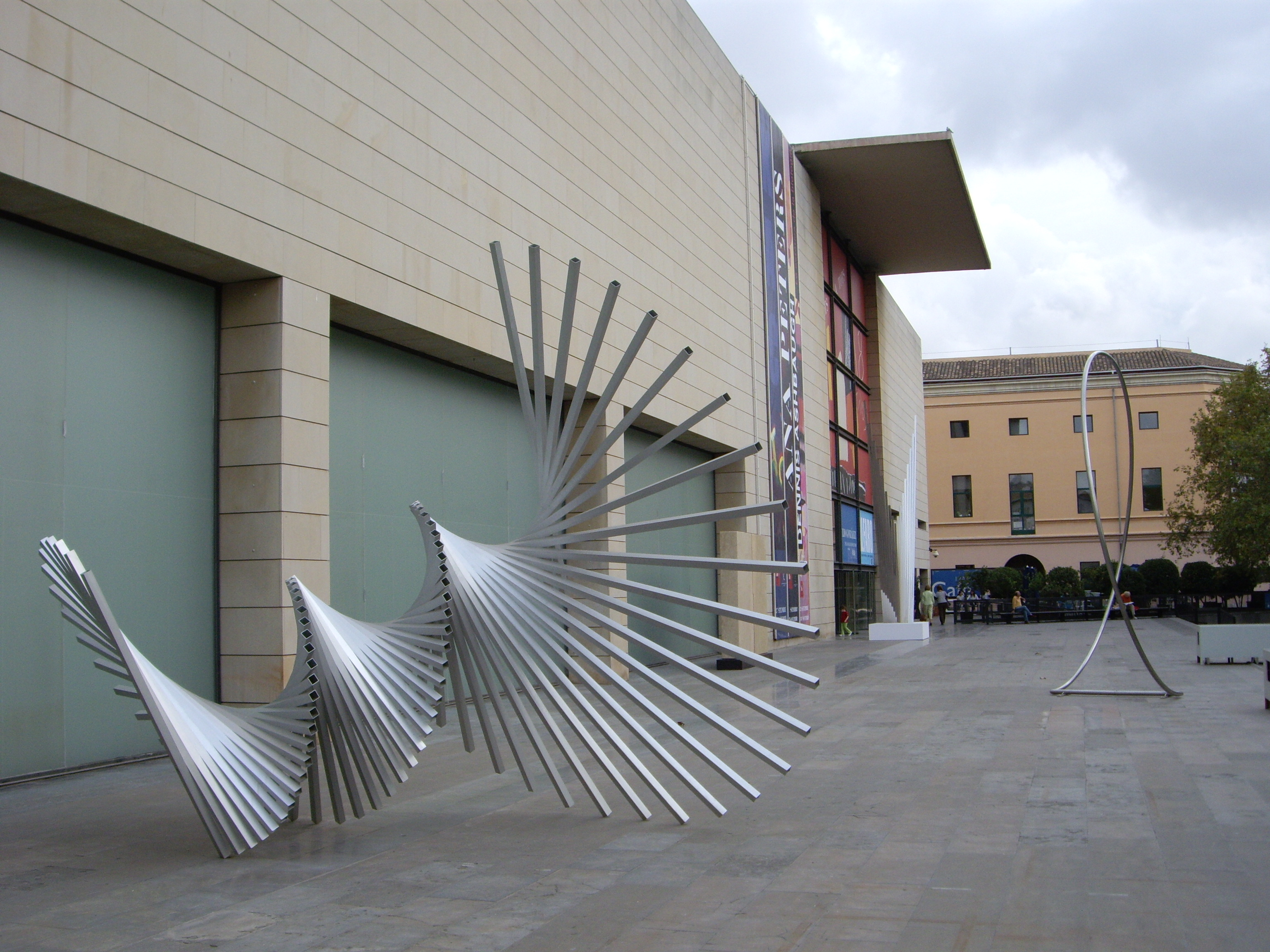
Escultura de Andreu Alfaro

A Alfaro le gustaba aplicar sus conocimientos geométricos para crear obras abstractas. Sus obras suelen estar llenas de matices, que juegan con el módulo, con la serie, con la luz y con el color. También se le definió como un artista minimalista, aunque tampoco a esa definición se ajusta un arte cargado de significado.
En un plano más personal, Andreu Alfaro fue un artista comprometido con la sociedad en la que vivía. Los ideales de democracia, libertad, ilustración, etc. aparecían siempre en sus obras, como también aparecen sus inquietudes nacionalistas.

## Exposiciones individuales
- 1957 - Sala Mateu, Valencia, exposición de dibujo. Sala La Decoradora, Alicante exposición de dibujo y pintura.
- 1958 - Sala Mateu, Valencia.
- 1961 - Sala Darro, Madrid.
- 1963 - Sala Nebli, Madrid.
- 1965 - Sala Gaspar, Barcelona. Librería Concet Llibres, Valencia.
- 1967 - Sala de la Dirección General de Bellas Artes, Madrid, exposición retrospectiva.
- 1971 - Galería Juana de Aizpuru, Sevilla.
- 1972 - Colegio de Arquitectos, Valencia.
- 1973 - Sala Gaspar, Barcelona. Galería Temps, Valencia.
- 1974 - Galería Dreiseitel, Colonia. Galería Atenea, Zaragoza.
- 1975 - VII Exposición Nacional del Metal en el Arte. Galería Cànem, Castellón.
- 1976 - Galería Ursus-Presse, Düsseldorf.
- 1977 - Sala Gaspar, Barcelona. Galería Dreiseitel, Colonia.
- 1979 - Exposición en Palacio de Velázquez y Jardines del Retiro, Madrid. Galería Dreiseitel, Colonia.
- 1980 - Galería Dreiseitel le presenta en la Feria de Düsseldorf.
- 1981 - Campus de la Universidad Complutense de Madrid, Madrid. Sala Gaspar, Barcelona. Galería Dreiseitel presenta su obra en Colonia y en la Feria de Basilea.
- 1982 - Galería El Setze, Martorell.
- 1983 - Galería Theo, Madrid. Galería Celini. Galería Pública de Maguncia. Feria de Colonia. Antiguo Mercado Barcelonés del Born.
- 1984 - Feria Arco, Madrid, Galería Dreiseitel, Colonia. Galería 3 y 5, Gerona. Fundación Gertomeu March y en el Parc de la Mar, Palma de Mallorca.
- 1985 - Galería Theo, en Valencia y Madrid y Sala Gaspar de Barcelona de forma simultánea presentan una exposición de esculturas sobre el cuerpo humano. Galería Dreiseitel, Colonia. Palacio Augustusburg, Brühl. Galería Els Quatre Cats, de Palma de Mallorca.
- 1986 - Kunstverein, Ludwigshafen, Feria de Colonia. Galería Stadt, Maguncia.
- 1987 - Galería Pública, Maguncia. Palacio del Almudí, Murcia.
- 1988 - Galería Dreiseitel, Colonia, exposición de dibujos. Feria de Colonia. Instituto de Estudios Hispánicos de Canarias.
- 1989 - Galería Gamarra, Madrid. Galería Garrigues, Madrid. Feria Arco, Madrid. Fundación MAPFRE Vida, Madrid. Galería de France, París. Galería Dreiseitel, Colonia.
- 1990 - Galería Dreiseitel, Colonia. Feria de Arte, Colonia.
- 1991 - Instituto Valenciano de Arte Moderno, Valencia.
- 1992 - Feria Arco, Madrid. Galería Dreiseitel, Colonia.
- 1993 - Galería Gaspar Farreras, Barcelona. Galería Dreiseitel, Colonia. Galería Maeght, Barcelona.
- 1996 - Galería Art Galerie, Múnich.
- 1997 - La exposición «espacio público» se presenta en Benidorm, Alcoy y Murcia. Galería Metta, Madrid. Galería Dreiseitel, Colonia. Galería Joan Gaspar, Barcelona.
- 2000 - Quadrat. Josef Albers Museum, Bottrop, Alemania. "Alfaro & Goethe", exposición iniciada Roma, pasando por Fráncfort del Meno y terminando en el Museum Beelden Aan Zee, en La Haya, Scheveningen Holanda. Galería Joan Gaspar, Barcelona.
- 2001 - Galería Metta, Madrid.
- 2002 - Andreu Alfaro, Museo Barjola, Gijón.

A título póstumo:
- 2014 - El legado de Andreu Alfaro, Espai Alfaro, Godella.
- 2015 - La veu d'un poble. Homenatge a Raimon, Játiva.[14]
- 2016 - Alfaro i el Jazz, Valencia.
- 2017 - Alfaro i Fuster, assaig amb els dits, Centro cultural La Nau, Valencia.[15]
- 2018 - AlfaroSiza. Ideas encontradas (dueto con el arquitecto Álvaro Siza), Espai Alfaro, Godella.[16]
- 2018 - Laboratori de formes escultòriques, Fundación Bancaja, Valencia.
- 2020 - Alfaro a Xàtiva: Diàleg amb la història, Játiva.

## Exposiciones colectivas
- 1957 - Arte en los Jardines de la Generalidad, Valencia. Exposición de dibujos y relieves.
- 1958 - Exposiciones colectivas en Valencia y Barcelona.
- 1959 - Con el Grupo Parpalló participa en Palma de Mallorca y en la Sala Gaspar de Barcelona.
- 1960 - Primera exposición conjunta de arte normativo español, Club Urbis (con el Grupo Parpalló), Ateneo de Valencia.
- 1961 - Homenaje a Velázquez, con el Grupo Parpalló.
- 1962 - Galerías Malborough y The O'Hana, Londres.
- 1963 - Exposición colectiva en La Haya. IV Bienal de San Marino. II Certamen de Artes Plásticas, Madrid.
- 1965 - Muestra de Arte Nuevo, Antiguo Hospital de la Santa Cruz, Barcelona. Stary Rynek Arsenal, Posnania (Polonia), exposición de dibujo.
- 1966 - XXIII Bienal de Venecia. I Salón de las Corrientes Constructivistas, Galaría Bique, Madrid. Muestra de Artistas Catalanes y Valencianos, Museo Norrkopiing, Suecia.
- 1967 - XIX Salón de la Jeune Sculpture, París. Participa en varias exposiciones colectivas en Valencia y Barcelona. Galería Nacional, Canadá.
- 1968 - XX Salón de la Jeune Sculpture, París.
- 1969 - XXI Salón de la Jeune Sculpture, París. Museo de Arte Contemporáneo, Madrid. Fundación Pagani, Milán.
- 1970 - Varias exposiciones en Valencia, Barcelona y Miami.
- 1971 - XXIII Salón de la Jeune Sculpture, París (participa con su obra «Un món per a infants»). Muestra de Arte Nuevo, Barcelona.
- 1972 - Muestra de Arte Nuevo, Barcelona. Varias colectivas en Valencia, Sevilla, Gerona, Barcelona y Breslavia (Polonia).
- 1973 - I Exposición Internacional de Escultura en la Calle, Santa Cruz de Tenerife. Feria del Metal, Valencia. Muestra de Arte Nuevo, Barcelona. Homenaje a Miró, Palma de Mallorca.
- 1974 - Exposiciones colectivas en Bruselas y en Múnich. Feria de Colonia.
- 1975 - Participa en las exposiciones colectivas celebradas en Wroclaw (Polonia) y México.
- 1976 - XXXIII Bienal de Venecia y colectivas en Varsovia, Basilea y Morella.
- 1977 - Primera Muestra de Esculturas al Aire Libre, Parque Cervantes, Barcelona. Forma y medida en el arte español actual, Ministerio de Cultura.
- 1978 - I Trienale Europeenne de Sculpture, París. Katalanicshe Wochen, Berlín. Feria de Düsseldorf.
- 1979 - Colectivas en Barcelona, Valencia, Eindhoven, Colonia, Santa Cruz de Tenerife y Madrid.
- 1980 - Exposiciones colectivas en Bogotá, Caracas, Würzburg, Düsseldorf y Valencia.
- 1982 - MEAC, Exposición conjunta de los Premios Nacionales de Artes Plásticas del año 1981.
- 1983 - Homenaje a Eusebio Sempere.
- 1984 - Art Center, París, Barcelona, Madrid, Granada...
- 1985 - Galería Theo en Valencia y Barcelona. Exposiciones colectivas en Santander y Sevilla.
- 1986 - III Biennale Européenne de Sculpture, Jouy-sur-Eure.
- 1987 - Wihelm-Hack-Museum, Ludwigshafen. Museo de Arte Moderno, París. Centro Cultural de la Villa de Madrid, Madrid. Sala Luzán, Zaragoza, Universidad de Valencia. Centro de Arte Reina Sofía (itinerante).
- 1988 - Homenaje a Eusebio Sempere celebrada en la Galería Brita Prinz, Madrid. Galería Levy-Dahan, París. Ayuntamiento de Valencia.
- 1989 - Galería Levy, Madrid. Seibu Museum, Tokio. Centro de Arte Reina Sofía, Madrid.
- 1990 - Feria de Basilea. Galerías Theo de Barcelona y Valencia. Museo de Navarra.
- 1991 - Sala Parpalló.
- 1994 - El autorretrato en España: de Picasso a nuestros días, Fundación MAPFRE, Madrid. XIV Salón de los 16, Madrid.
- 1995 - XLVI Bienal de Venecia.
- 1998 - L'ombra degli dei. Mito greco e arte contemporanea,  Galleria d'arte moderna e contemporanea, Bagheria.
- 2000 - Viaje a la semilla, Museo de Teruel. Homenaje a Walter Benjamin, Barcelona.
- 2001 - Rumbos paralelos en la escultura española del siglo XX", Madrid. y en Las Palmas de Gran Canaria. "De los escultores, el dibujo", Caja Madrid de Zaragoza y Pontevedra. Esculturas en el Retiro, Madrid. Colección de la Galería Joan Gaspar, Lima y Perú. Galería Rosalía Sender, Valencia.
- 2002 - Feria ARCO 2002, Madrid.

## Obras públicas

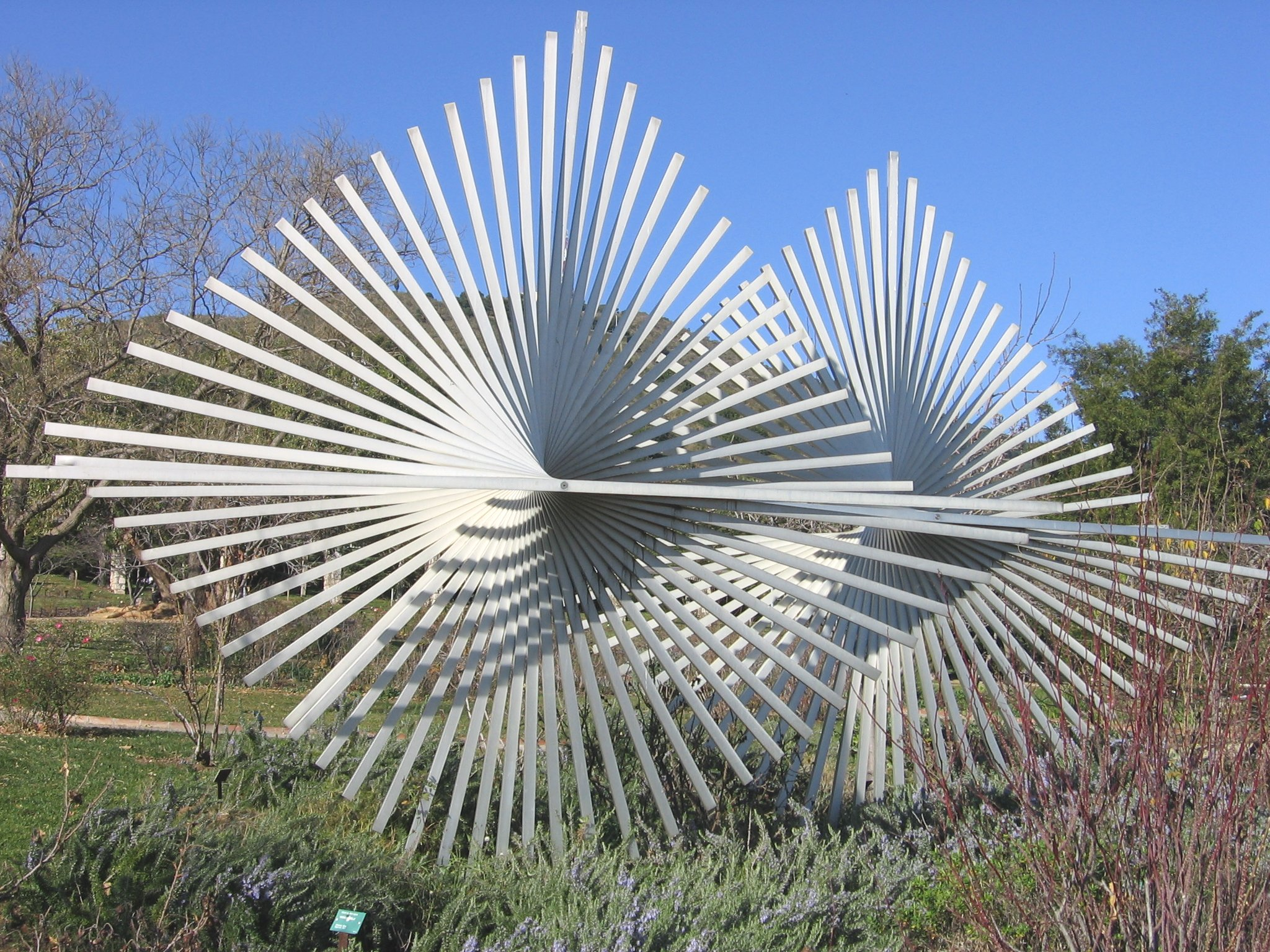
Dos rombos, Parque de Cervantes, Barcelona.

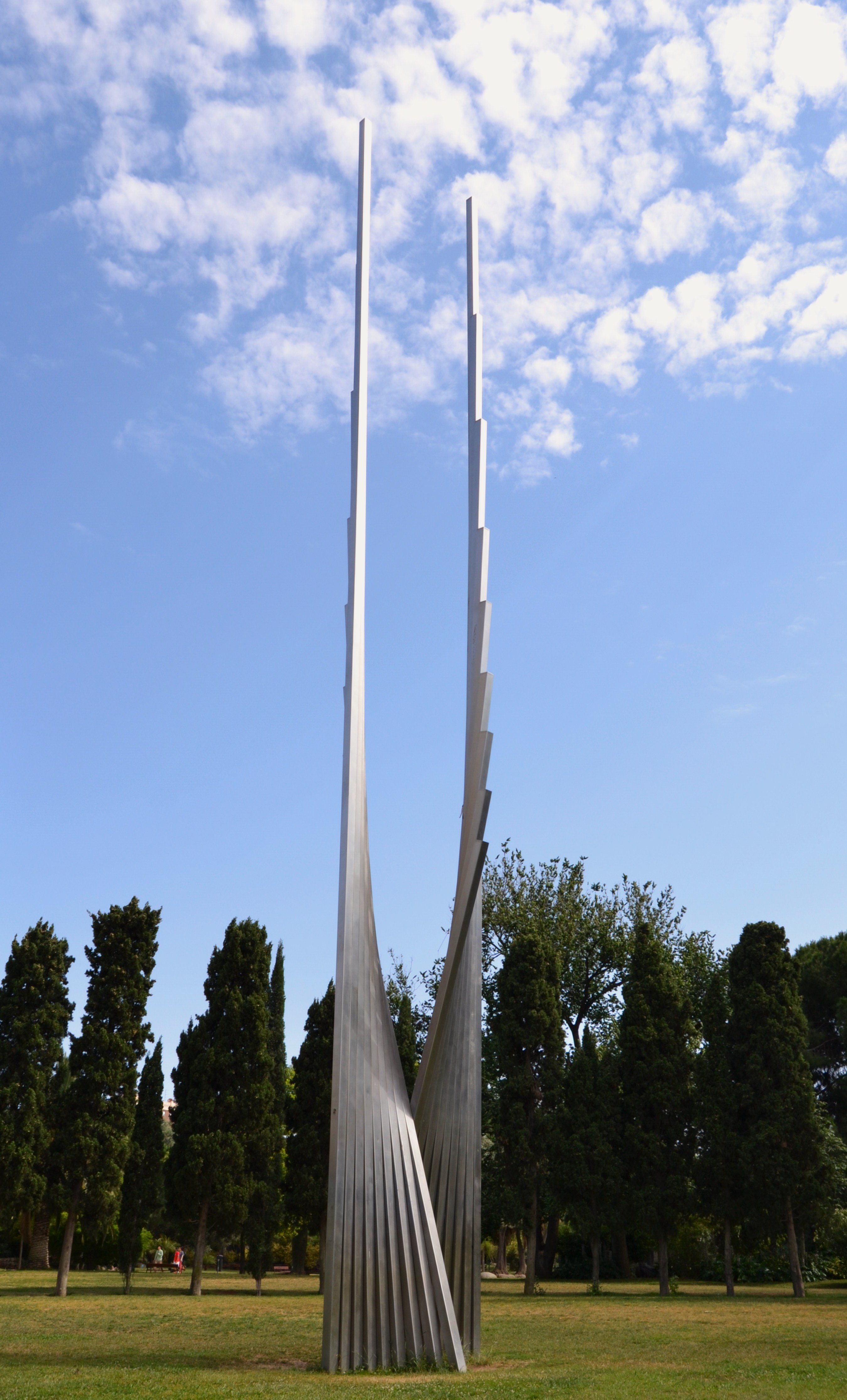
Monumento a Ausiàs Marc, Valencia

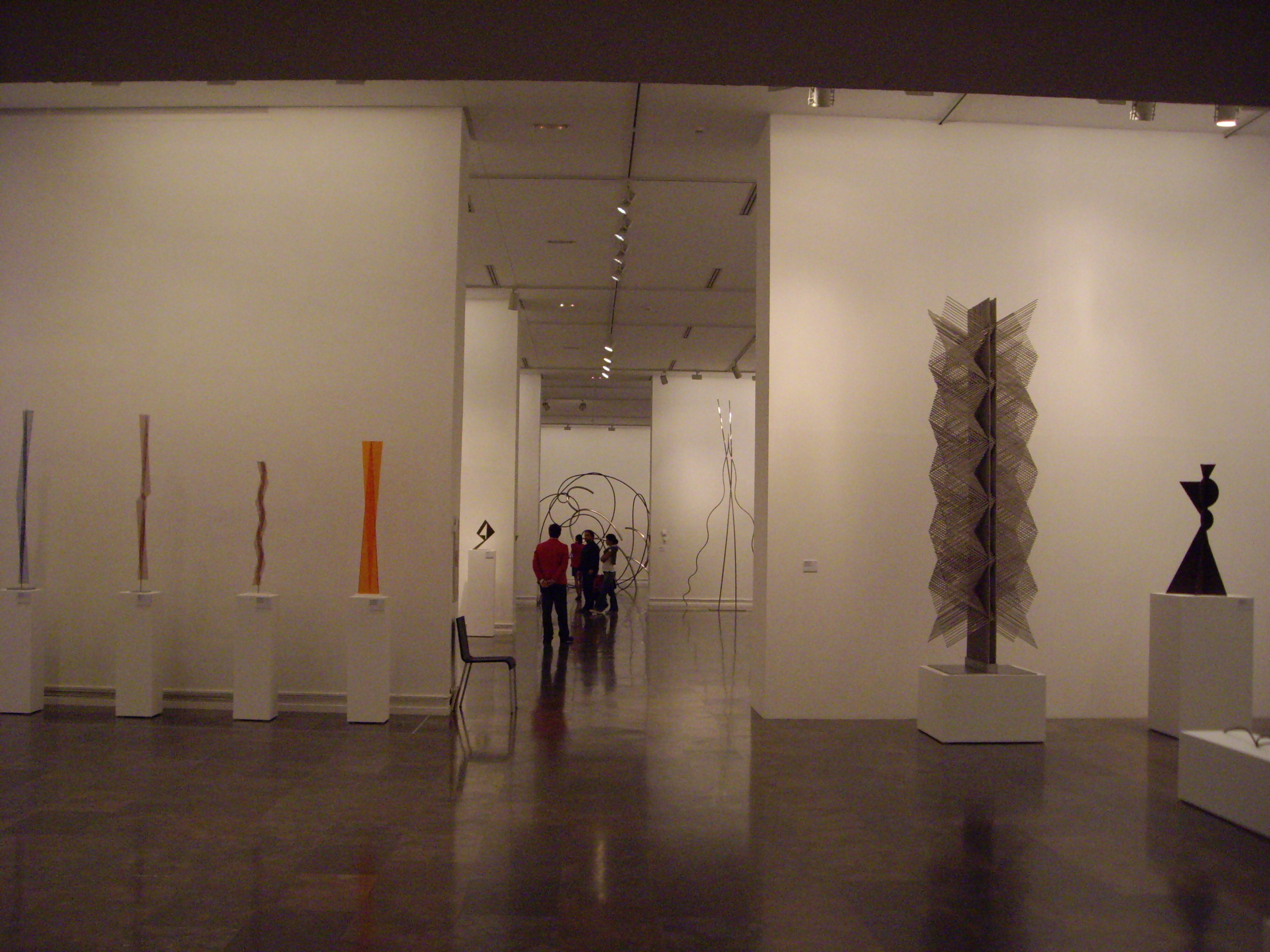
Exposición en el IVAM

- 1959 - Espacio para una fuente, Colegio Alemán de Valencia.
- 1962 - Cosmos 62, Urbanización de Calpe, frente al peñón de Ifach.
- 1967 - Homenatge al Mediterrani Urbanización en Avenida de Niza, Alicante.
- 1967 - Al vent, Escultura en la sede de Barcelona del Banc Sabadell, reinstalada en San Cugat del Vallés en 2009.
- 1971 - Un arbre per l'any 2000, Plaza Am Plärrer, Núremberg.
- 1972 - Un món per a infants, Museo de Escultura al Aire Libre de la Castellana, Madrid.
- 1974 - Generatriu I, Autopista del Mediterráneo.
- 1974 - Escultura Un nou dia, Av. de la Mar, El Puig.
- 1975 - Donant-li voltes, donada por la empresa Porcelanosa, ubicada en calle Colón de Valencia en 2018.
- 1977 - Dos rombos, Parque de Cervantes, Barcelona.
- 1979 - Lebenskraft, Maguncia.
- 1979 - Escultura Homenatge al Rei Jaume I, plaza Ayuntamiento El Puig.
- 1981 - Escultura Monumental, jardines del Hospital General, realizado por encargo de la Diputación.
- 1981 - Monument als Països Catalans, plaza del Carme de Tárrega (Lérida).
- 1983 - Escultura per Europa, plaza Europa, Gerona.
- 1984 - Esculturas monumentales, parque de la Mar, Palma de Mallorca.
- 1986 - Monumento al Bimilenario, Tortosa.[17]
- 1986 - El món, plaza de la República, Fráncfort del Meno.
- 1987 - Monumento a las Américas, paseo del Empecinado, Burgos.
- 1988 - Obra monumental, Palacio de Justicia de Colonia.
- 1990 - Puerta de la Ilustración, avenida de la Ilustración, Madrid.
- 1991 - Escultura Monumental conmemorativa del Mil·lenari de Catalunya, cerca del aeropuerto de Barcelona.
- 1992 - Escultura, Ciudad Olímpica de Barcelona, Barcelona.
- 1993 - Escultura en la fachada del Banco Santander, Nueva York.
- 1996 - La mujer trabajadora, Tarrasa.
- 1999 - Las Columnas de la UAB, Campus de Bellaterra-Universidad Autónoma de Barcelona. Representan la voluntad del conocimiento, la libertad de expresión, la identidad cultural y la solidaridad.
- 2003 - Onades, Barcelona.[18]
- 2018 - Donant-li voltes, Valencia.[19]

## Premios
- 1980 - Premi d’Honor Jaume I
- 1981 - Premio Nacional de Artes Plásticas
- 1991 - Alfons Roig d’Arts Plàstiques
- 2016 - Medalla de honor de la UV
- 2016 - Premio Julio González de la Generalitat Valenciana

## Galería de imágenes

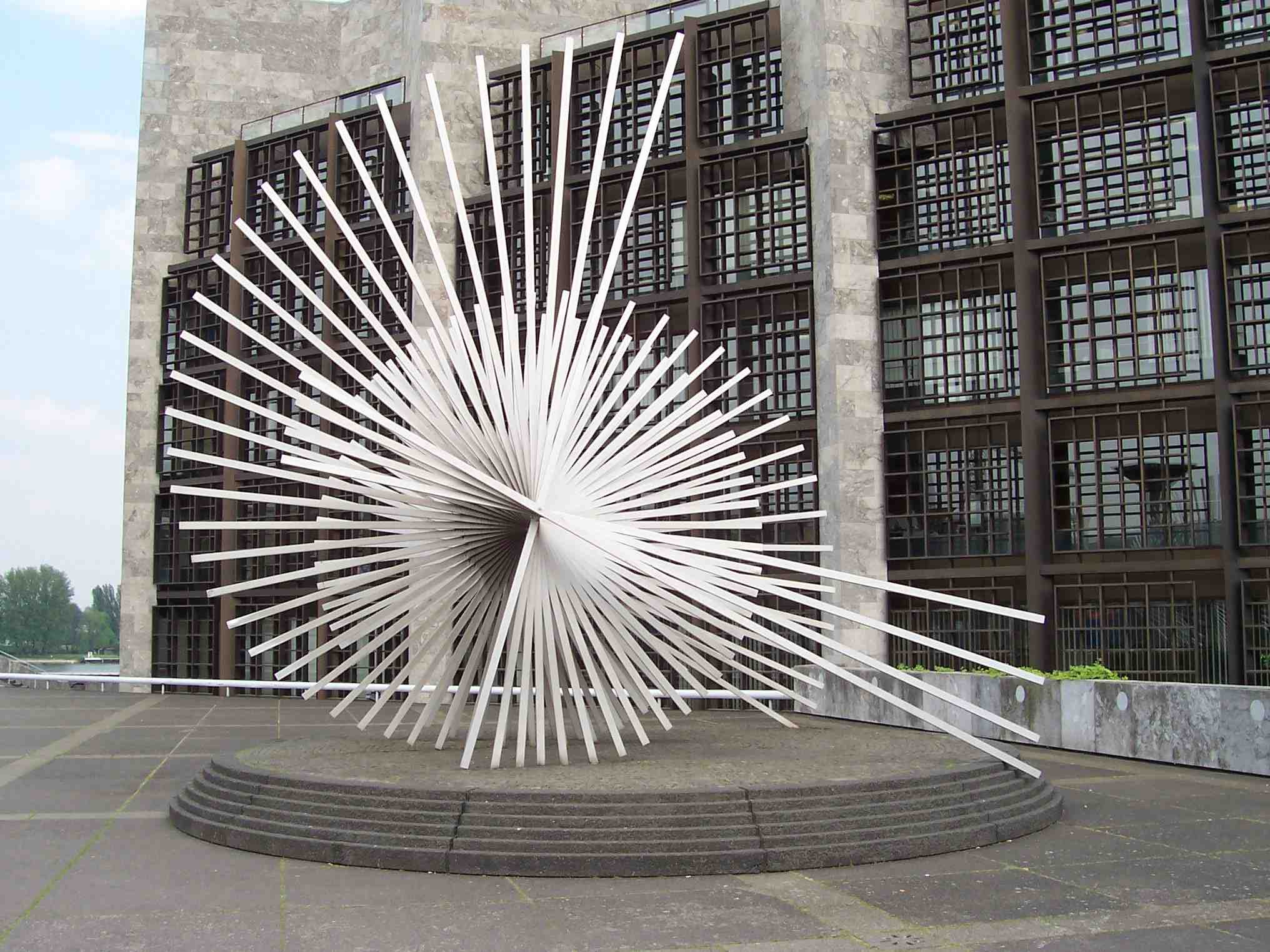
Escultura de Alfaro en Maguncia.
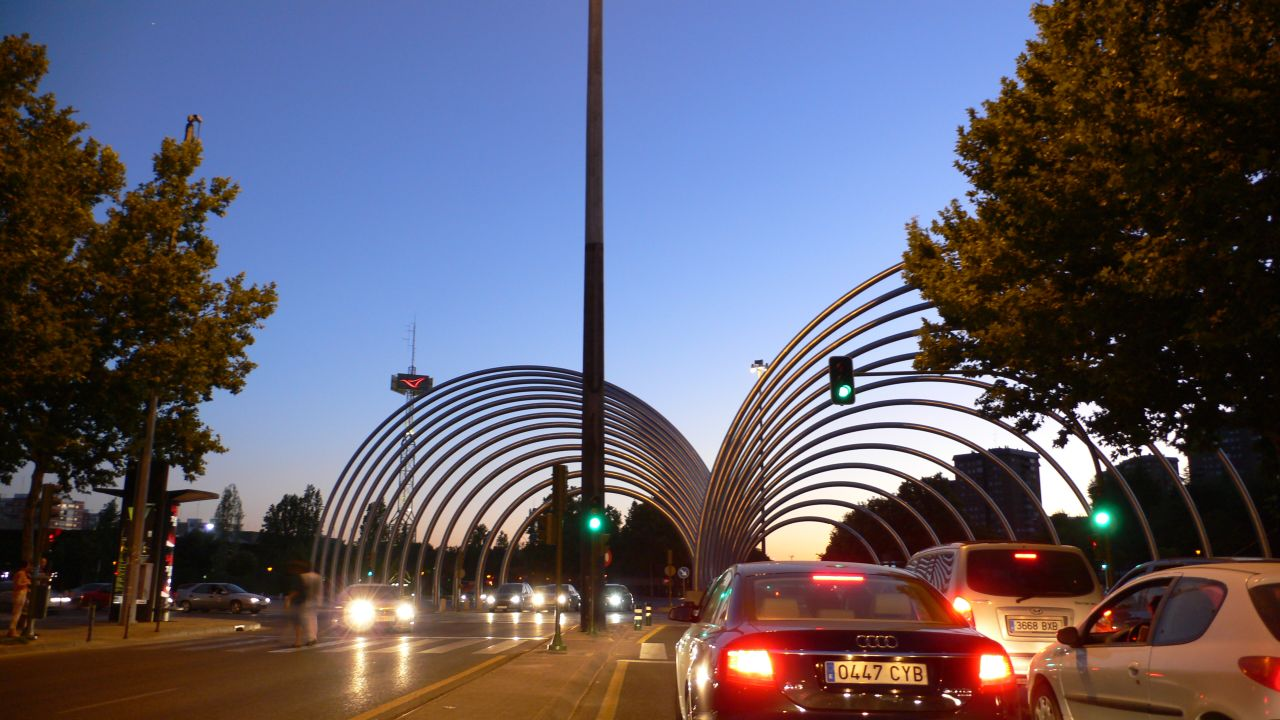
Puerta de la Ilustración en la avenida de la Ilustración, barrio del Pilar, Madrid.
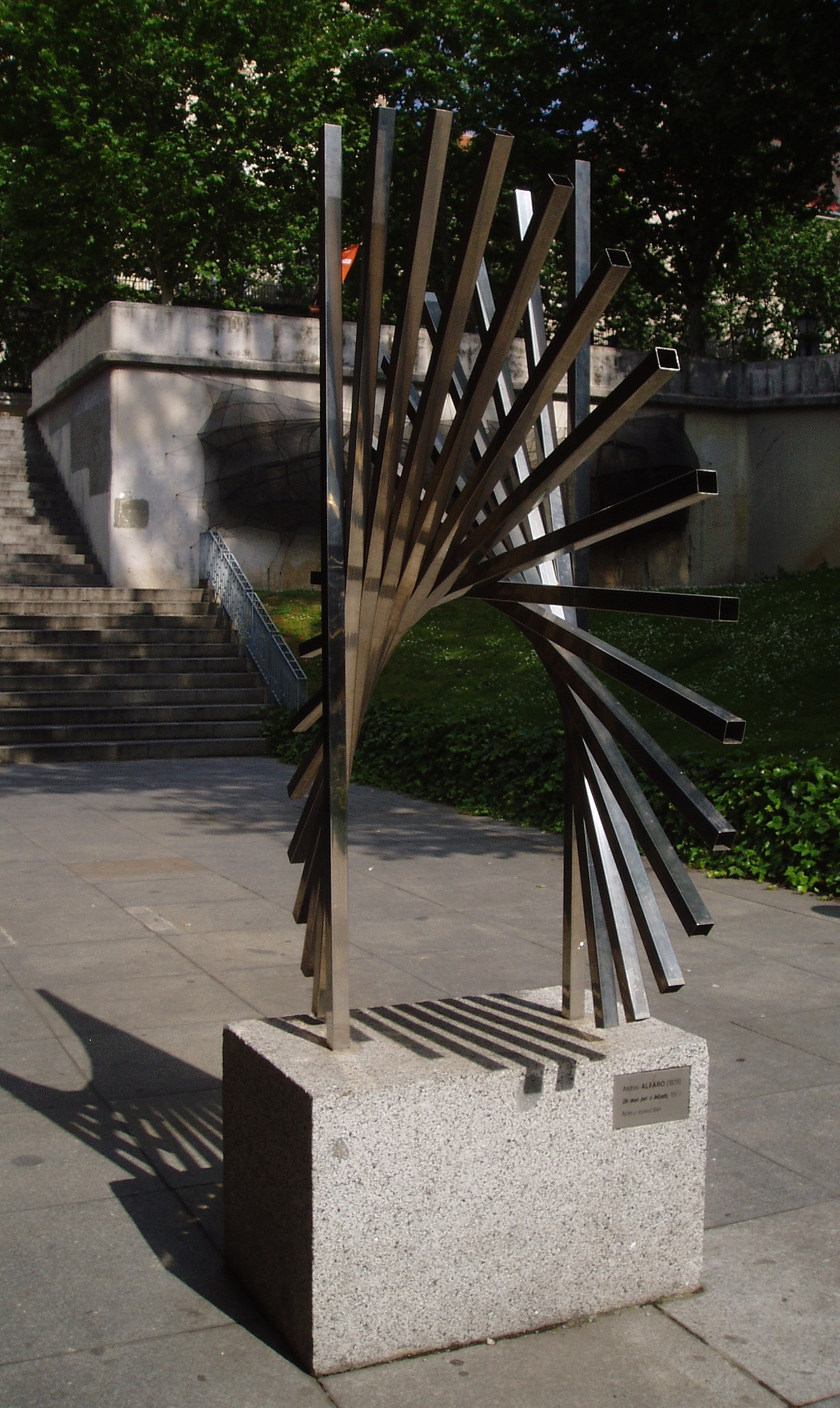
Escultura Un món per a infants, en Madrid.
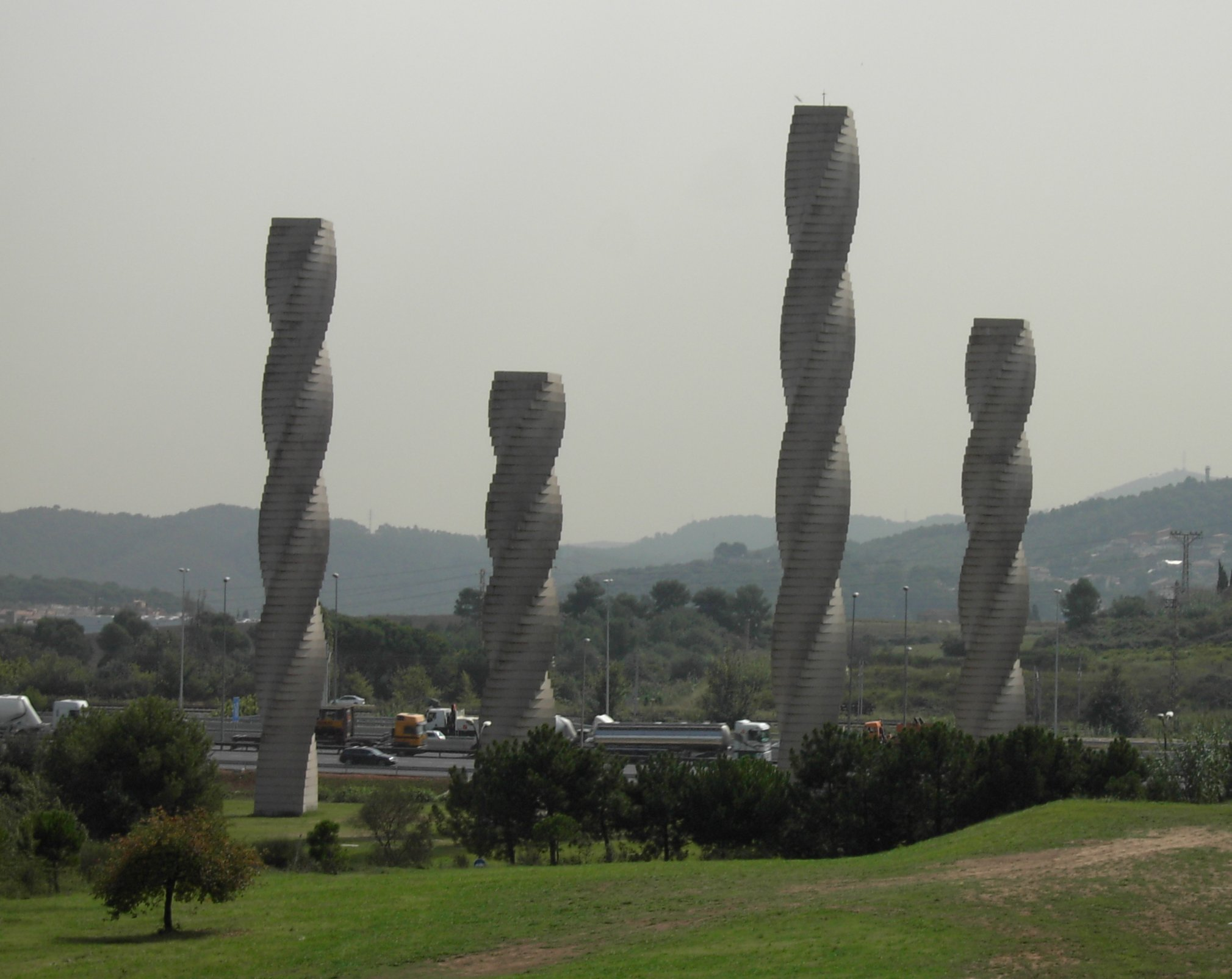
Las Columnas de la UAB (enlace roto disponible en Internet Archive; véase el historial, la primera versión y la última)., escultura en la Universidad Autónoma de Barcelona.
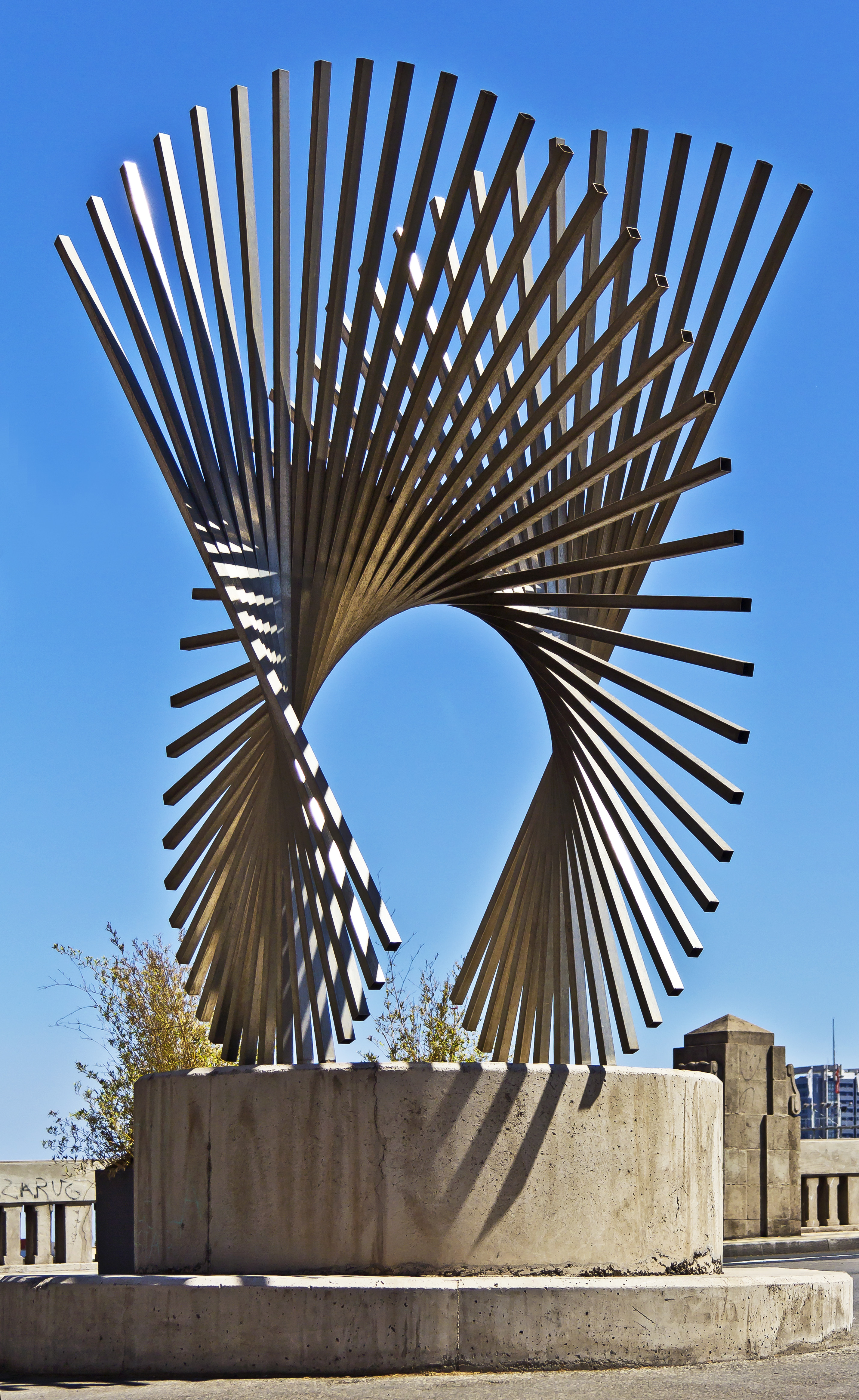
Escultura con la que participó en la I Exposición Internacional de Escultura en la Calle de Santa Cruz de Tenerife